# Bruno Étienne
Pour les articles homonymes, voir Étienne.
Bruno Étienne est un anthropologue, sociologue et politologue français né le 6 novembre 1937 à La Tronche (Isère) et mort à Aix-en-Provence le 4 mars 2009.
Spécialiste de l'Algérie, de l'islam et de l'anthropologie du fait religieux, il a été l’un des premiers politologues à s’intéresser à l’islam comme fait politique. Il fonde l'Observatoire du religieux dans le cadre de l'Université d'Aix-en-Provence.

## Biographie

### Jeunesse et formation
Bruno Étienne est issu d'une famille de francs-maçons d'un côté, de protestants de l'autre.
Il étudie à La Seyne, puis il est élève du lycée Thiers. Il est diplômé de l'Institut d'études politiques d'Aix-en-Provence et de l'université de Tunis en langue arabe. En 1975, il passe l'agrégation de science politique. Il soutient le 22 décembre 1965 à l'Université d'Aix-en-Provence une thèse de doctorat d'État en droit public et science politique ayant pour sujet Les Européens d'Algérie et l'indépendance algérienne. Son directeur de thèse est Maurice Flory. Il pratique jusqu'au début de sa maladie les arts martiaux (étant 5e dan) au sein de l'« Union Shito Ryu Karate-Do France », dont il fut le président.

### Carrière professionnelle
De 1962 à 1965, il est chercheur au CNRS. De 1966 à 1974, il vit en Algérie comme coopérant technique. Bruno Étienne a été aussi chercheur au Caire, enseignant à l'ENA-Alger, à la faculté de droit de l'université d'Alger, à l'université Hassan II Casablanca et à Marmara. Durant ces années, il se décrit comme étant « de gauche, tiersmondiste ». Il obtient l'agrégation de sciences politiques en 1975. Il devient maître de conférences en droit public et science politique à la faculté de droit de l’Université de Casablanca de 1977 à 1979.
Rentré définitivement en France en 1980, il succède à Maurice Flory à la direction du Centre de recherche et d’étude des sociétés méditerranéennes (CRESM) d’Aix-en-Provence, qu’il va diriger jusqu’en 1985. Professeur de science politique, il est brièvement rattaché à l’Université Lyon II, avant d’intégrer définitivement l’Institut d’études politiques d’Aix-en-Provence. En 1990, il signe l'Appel des 75 contre la guerre du Golfe.
Il a été directeur de recherches au CNRS, professeur à l'Institut d'études politiques d'Aix-en-Provence, fondateur et directeur jusqu'en 2006 de l'Observatoire du religieux. Bruno Étienne était aussi membre de l'Institut universitaire de France.
Il a été « professeur invité» aussi bien en Tunisie (Tunis), qu’en Égypte (Le Caire), en Turquie (Marmara), en Syrie (Damas), en Israël/Palestine, aux États-Unis (Princeton) et au Japon (Tokyo, Kyoto).
Inventeur de l'expression « Islam de France », Bruno Étienne est l'inspirateur du Conseil français du culte musulman. Il est à l'origine d'une véritable école de chercheurs à Aix-en-Provence ; parmi eux, il faut mentionner Raphaël Liogier, Jocelyne Cesari, Béatrice Mabilon-Bonfils et Frank Fregosi. Gilles Kepel a également subi son influence. Très médiatisé, iconoclaste et provocateur afin d'éveiller les consciences, il a marqué par son enseignement plusieurs générations d'étudiants aixois.
En 1999, il signe pour s'opposer à la guerre en Serbie la pétition « Les Européens veulent la paix », initiée par le collectif « Non à la guerre ».

### Franc-maçonnerie
Bruno Étienne est initié dans la loge « Le Phare de la renaissance » à l'Orient de Marseille le 12 janvier 1960. Il passe ensuite au grade de compagnon le 17 janvier 1961, avant d'être élevé au grade de maître le 8 mai 1962, toujours dans la même loge. Il est ensuite affilié à la loge « Les Arts et l'Amitié » à l'Orient d'Aix-en-Provence le 16 décembre 1964, affiliée au Grand Orient de France dont il fut orateur en 1968. Il devient enfin membre de la loge « Règle et Liberté » à l'Orient d'Aix-en-Provence, où il occupe le poste d'hospitalier du 26 septembre 1995 jusqu'à son décès. Il a dénoncé en termes appuyés l'évolution du Grand Orient de France. Bruno Étienne est le premier à porter sur la franc-maçonnerie un regard anthropologique et sociologique sur la base d'entretiens et enquêtes qu'il évoque dans son ouvrage La franc-maçonnerie, une voie pour l'Occident.

### Bouddhisme
Pratiquant du bouddhisme zen, en 1997, durant une semaine, il assista, accompagné de Raphaël Liogier, alors son étudiant en thèse, aux enseignements donnés par le dalaï-lama à Karma-Ling en Savoie. Il avance néanmoins dans un entretien en 2008 être « d’un relativisme culturel absolu ».

### Hommage
Mort à Aix-en-Provence le 4 mars 2009 d'un cancer,,, il est inhumé au cimetière Saint-Pierre d'Aix-en-Provence. Sciences-Po Aix a rebaptisé son principal amphithéâtre en sa mémoire. La cérémonie s'est déroulée le 14 octobre 2009 en présence de sa veuve et de l'Association des amis de Bruno Étienne, fondée pour pérenniser son œuvre.

## Distinction
- Chevalier de la Légion d'honneur

### Mise en scène
- Croyances et manifestations magico-religieuses au Maroc : le cas de Meknès Abdelati Lahlo / [S.l.] : [s.n.], 1986
- Islam et socialisme dans l'Algérie contemporaine Hanafi Chabbi / [S.l.] : [s.n.], 1987
- La Personnalité de l'Emir Abd-el-Qader dans les écrits algériens et français : analyse critique de la bio-bibliographie Mme Abdelraheem, née Boutaba Zakia / [S.l.] : [s.n.], 1987